# 独考
『独考』（ひとりかんがえ、英語: Solitary Thoughts）は、江戸時代後期の女流文学者只野真葛による経世論。文化14年（1817年）成立。真葛と当時の読本の大家曲亭馬琴とのあいだに交流が生まれる契機となった著作である。

## 『独考』の執筆
『赤蝦夷風説考』の著者として知られる仙台藩江戸詰の藩医工藤平助の長女であったあや子は、実家工藤家のため仙台の只野家へ嫁したが、父と2人の弟を亡くしたあと失意の日々を送っていた。しかし、2つの和歌を導きとして「さらば心にこめしこと共を書きしるさばや」と思い立ち、文化12年（1815年）より『独考』を書きはじめる。文化14年12月1日（西暦1818年1月7日）に3巻の書に完成させた。『独考』末尾には、「文化十四年十二月一日五十五歳にて記す　あや子事真葛」の署名がある。
翌文政元年12月には『独考』にみずから序を書いている。序は、
から書きはじめており、この書が、謙虚でへりくだった文体では書かれておらず、言い過ぎているところが多いことを率直に認め、その理由として、出過ぎることなく謙譲の姿勢を示すのは、この世に生きる人の都合によるものだと説明する。つづけて、自分が35歳を生涯の終わりと決めてみちのく仙台の地に下ったのは、これが死出の道との覚悟あってのことなのだから、自分の心情のわからない他人から、どのような謗りを受けようと痛くもかゆくもない。また、この書を憎み誹謗する人は恐るるに足りない。わが国の人びとが、自己の利益のみに生き、異国の脅威に思いを寄せることもなく、国の浪費についても無関心で、自身のためにのみ金に狂って争っているさまが、自分には嘆かわしいのであって、そのために、自分が人に憎まれるのはもとより承知のことであり、これをわきまえて心して読んでほしいと綴り、本書を執筆する意図を宣言している。

## 馬琴との交流

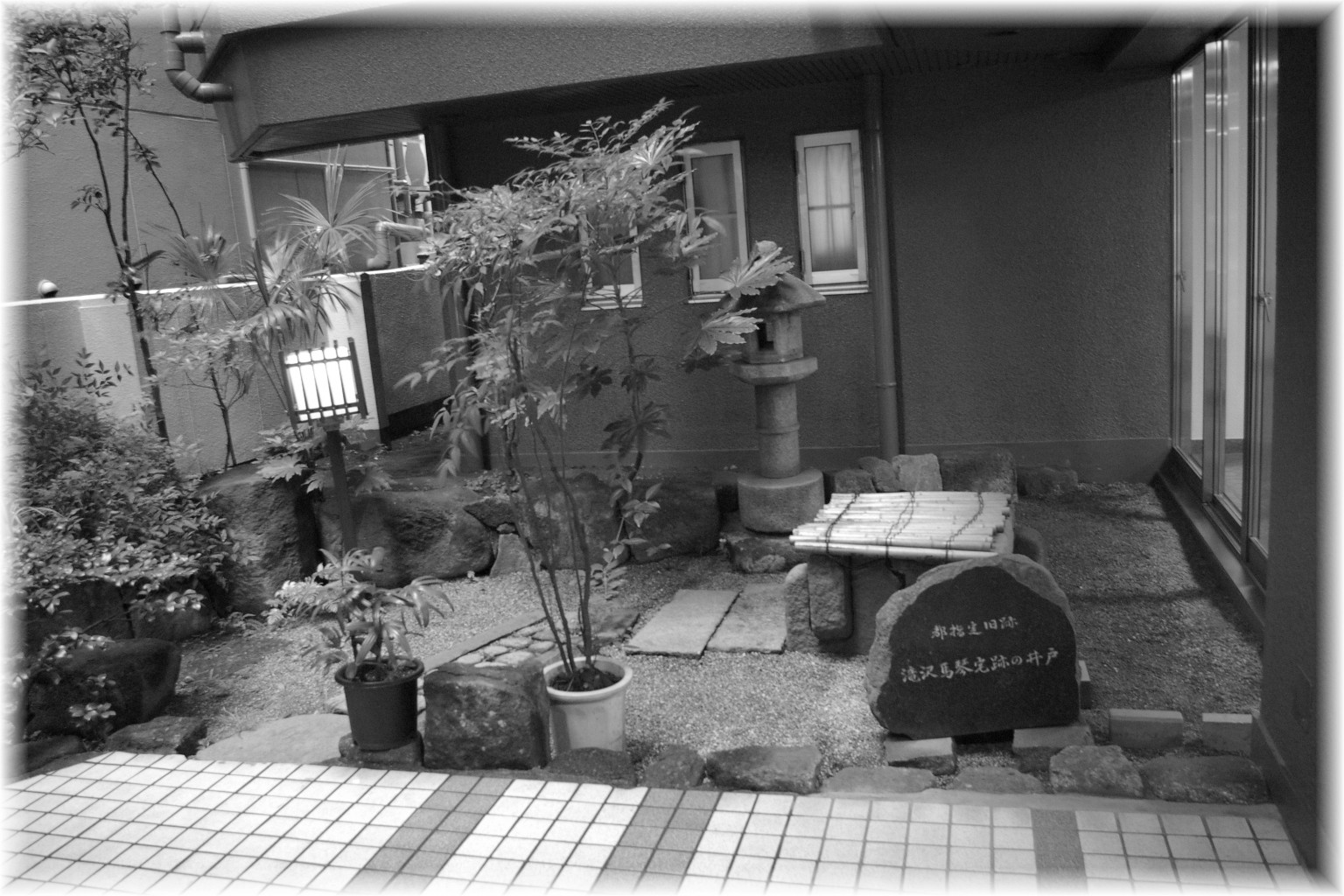
滝沢馬琴邸跡井戸
東京都千代田区九段坂下

文政2年（1819年）2月下旬、真葛は自著『独考』と手紙・束修を江戸在住の妹萩尼に託し、当時最大の人気作家である曲亭馬琴に届けさせた。内容は添削と出版の依頼であった。戯作者である馬琴を頼ったのは、『とはずがたり』によれば「『此文をかゝる人に見せよ』と、不動尊の御しめし」があったからだとされる。しかし、53歳の馬琴は宛先が「馬琴様」とのみあること、差出人も「みちのくの真葛」と記すだけで身元なども書かれていない手紙に怒った。紹介状もなく、初めて手紙を出した相手に、いきなり批評を依頼したことに対し、馬琴は腹を立てて使用人のふりをして預かったという。ところが、馬琴は『独考』を一読してみて、「婦女子にはいとにげなき経済のうへを論ぜしは、紫女清氏にも立ちまさりて、男だましひある」 と、当時の女性の文としては稀少なことに、修身や斉家、治国を論じた経世済民の書であることに感嘆し、従来そうしてきたように直ちに添削依頼を拒絶するのではなく、さしあたって、戯作者としての筆名を親書の宛名としたこと、身元なども説明しないままに添削等を頼むことは非礼にあたらないかという詰問の返事を書いて、再訪した萩尼に託した。
真葛は、馬琴の返事を受けるや素直に非礼を謝罪し、みずからの身分や『独考』執筆の動機などを綴った手紙や『七種のたとへ』などの作品を送った。これらは、『昔ばなし』や『とはずがたり』として馬琴編著『独考餘論』に収載されている。真葛の示した誠意と恭順な態度に馬琴も満足し、また、みずからも武士出身である馬琴は真葛の工藤家を思う心情にも共感して、以後、萩尼を仲介者として真葛との文通をつづけた。
馬琴からの手紙が真葛のもとに届いたのは、約1か月後の3月末ころであった。その手紙は、家を継ぐべき弟を2人とも亡くし、血縁者としては萩尼しか残されていない真葛の境遇に「いかなるまがつ神のわざにや、いといたましくこそ思い奉れ」と心から同情し、真葛と萩尼の姉妹が、父平助やその生家長井家の名をあらわすために心を合わせていることを「たれかは感じ奉らざるべき」と感嘆し、さらに、「をうなにして、をのこだましひましますなるべし」つまり、老女でありながら男子の魂をもっていると真葛らを賞賛している。ただし、『独考』には体制批判や公儀・朝廷に対する批判など当時の禁忌にふれる箇所もあり、また、当時の出版事情からいってもすべてを出版できるかどうかは難しいと述べ、しかし、写本によって後世に伝える方法もあると述べ、さらに、そのためにも『独考』の一部をみずからの随筆『玄同放言』に載せて真葛の名を世に広める一助にしたい旨が記されていた。末尾には馬琴作の短歌2首まで添えられており、好意的といってよい内容であった。
真葛は、自分の名を広めた方がよいというのならばと、仙台での聞き書きをまとめた『奥州波奈志』と前年の8月に著した、宮城郡七ヶ浜を旅したときの紀行文『いそづたひ』を馬琴のもとに届けさせている。
こうして馬琴と真葛の交流はつづいたが、真葛がそれとなく校閲を催促する手紙を送ると、馬琴は一転して態度を硬化させ、『独考』のほとんどすべてに猛烈な反駁を加えた『独考論』を書き、手元に置いていた『独考』とともに真葛に送りつけて絶交した。多忙なはずの馬琴は20日ほども費やして『独考』を越える量の『独考論』を書き上げたのであった。文政2年11月24日（西暦1820年1月9日）のことであった。
これに対し、真葛は礼物とともに丁重な礼状をしたためて送り、翌文政3年（1820年）2月、馬琴より礼状を送られて、返礼の書簡を送ったのち、互いに手紙のやり取りは途絶えた。こうして、2人の交流は約1年で終わった。

## 『独考』の思想

### 3つの疑問、3つの願い
只野真葛著『独考（ひとりかんがへ）』は、彼女が長年疑問に感じてきたこと、彼女の長年の願いをそれぞれ3つずつ挙げることから書き始めている。3つの疑問とは
1. 「月のおほきさのたがふ事」…月の大きさが見る人によって盆ほどに大きく見えたり、猪口のように小さく見えたりするのはどうしてか
2. 「わざをぎの女のふる舞」…現実には女は男より慎ましく振る舞うのがよいとされるのに、俳優が女形で表現する女性像はそれとは大きく異なるのはなぜか
3. 「妾の家をさはがす事」…妾（下す女）のために家内に騒動がおこるのはどうしてか

であった。このような素朴な疑問を、他者に尋ねても、それぞれ、眼の性である、芝居だから、よくあること、というふうに簡単に片づけられるのが常であった が、「そのもといかなるゆえぞ」というふうに物事の根本原理を考えながら、自分独りで粘り強く考えていくうちに、それには深いわけがあるということに思いいたり、ようやく納得することができたとしている。その深いわけは、のちの立論の根拠となっている。
3つの願いとは、
1. 「女の本とならばや」…9歳のときから女性の手本になりたいと強く願っていた
2. 「さとりと云ことのゆかしき」…癇性だった母方の祖母桑原やよ子が悟りを開いたと聞いて心ひかれる思いがしたこと
3. 「人のゑきとならばや」…幼いころより人びとの益になりたいという願いをもっていたが、どうしたらよいのかずっと分からずにいた

というものであった。

### 「天地の拍子」
真葛の宇宙観として独特なものに、上述の「天地の拍子」がある。これは、望みを託した弟源四郎が儒教を奉じて仁と義に則った生き方をしたにもかかわらず、なぜにそれが報われなかったのかを自分なりに納得できるまで思索することをやめなかったために生まれてきた概念である。
「心の抜け上がり」の経験によって世界のなかに存在するとさとった、天地のあいだに何かしら脈打つある種のリズム、これを真葛は「天地の拍子」と名づける。「天地の拍子」があり、一昼夜の数がある。真葛は、このふたつこそが絶対不動のものであるとし、聖の法（儒教道徳）に背いていると思われる人が時めくこともあれば、真面目に守っていても一向に世に用いられないこともあるのは、その人が「天地の拍子」にうまく適合したか否かということである、と考える。
真葛は、儒教も仏教も、この宇宙を解釈するひとつの哲学に過ぎず、自明なものでも絶対的なものでもないと考える。そして、人力のおよばない不変不動の絶対なものは、時の流れと「浮きたる拍子」があるだけだとするのである。そして、儒教の教えによって心を縛られた人間は、むしろその分「天地の拍子」に遅れ、かえって「よろしからぬ振る舞いの交じると見ゆる人は、拍子をはづさぬ」から、教えに縛られない人や愚人に負けてしまうのだとする。そして、「天地の拍子」は国により、また時代により異なる「生きたる拍子」 であり、「唐国の法」（儒教）は日本の拍子に合わないゆえに、そのような齟齬が生まれるのだと主張する。

### 「勝負の論理」と「仁義」
「天地の拍子」とならんで真葛独特の自然観として「勝負」の論理がある。
これは、自然界を「闘争の場」とみなすものであり、当時支配的であった朱子学の自然観のような、自然界を静的で調和的なものとする考え方とはおおいに異なる。こうした自然観にもとづいて彼女は当時の教育方法を例に掲げながら人間の本性は勝負を争い合うものであるとし、「かりそめのたわむれ」も勝負を競う方が楽しく、競わなければ「いさみなし」であるとして、遊戯における実感によって持論を補強している。
「勝負を争う」本質が最も顕著にあらわれる博打は、公儀によって厳しく禁止されているが、真葛は、法によってそのような本性を抑圧することは必ずしも有効ではなく、むしろ、「法」が強圧的でありすぎるならば「勝負を争う」人間の本性それ自体によって覆されることさえあるとしている。ここにおいて、法は「網の袋」に、人間の本性は「黒がね」に例示され、「いつかは錆にそこねられて、網のやぶれんことのあるもやせん」としている。
このような観点から、真葛は、領主の「仁」とはたんに人民に慈悲をほどこすことではなく、「世の人のためによきわざを残」すこと、つまり、実際に人を救済しうる有効な施策を立案し、実行することであるとして徳治主義に疑問を呈する。また、「義」というものの心の状態を内省するならば、「胸にあつめて強くはる、俗にいうかんしゃくなり」と結論され、よい事に張るのを「義」といい、悪い事に張るのを「暴」といって、字のうえでは善悪の区別はあっても人体のなかにあっては同じ心のありようだと主張する。このような「仁義」の理解も、当時にあっては独自なものであった。
「天地の拍子」と「勝負の論理」を総合すると、為政者が社会と人間を正しく導くためには「勝まけを争う」人間の本性を見すえたうえで「天地の拍子」に合致した有効な方法を追求していかなくてはならない、ということになる。

### 経済思想
真葛は、貨幣経済が急速に浸透した当時の社会を「金銀を争う心の乱世」と表現した。真葛によれば、町人は日々物価をつり上げて商品の品質を下げることを考え、農民は年々年貢の削減を企図しており、武士は、この「心の乱世」では百姓からも町人からも攻撃を受けている。とりわけ町人の力は強大であり、藩財政は大商人からの借金によってまかなうよりほかない状況に陥っている。しかし武士たちは置かれた状況をおよそ自覚することなく、さほど強い危機感をいだいていない。真葛は、それを武家、とりわけ領主に近い立場から憤りをもって眺めていたのである。
真葛は、現状は武士・農民・町人がそれぞれの身分にもとづいて金銀をめぐって争う「大乱心の世」であると見なしており、その金銀は「敬い尊む人のもとに集まる」としている。金銀を「敬い尊む」のは「金を主とし、身を奴となして世を渡る」町人身分にほかならない。確かに、廻船に改良を加えた河村瑞軒の事績で知られるように、真葛は、町人たちが利を得るためにさかんに創意工夫を加えることのあることを認めないわけではない。しかし、瑞軒にしたところで人を陥れて事を有利に運んだこともあるとのことであるから、世の風潮、なかんずく町人の一般的な行動様式は「人を倒してわれ富まん」というものであろう。しかし、世界は「人よかれ、我もよかれ」と一同思えるような社会へと転換しなければならないと彼女は主張する。
このような利己主義にもとづいた経済至上主義は商品の品質低下も招いており、「正直」を旨とする日本古来の教えがすたれてしまっていると真葛は歎く。たとえば、紙の品質は目に見えて低落しており、使用に耐えなくなっているし、江戸幕府よりロシア使節アダム・ラクスマンに贈られた箱入りタバコは箱の上にだけ上等の葉が詰められ、その下に詰められていたのは品質のわるい葉だったという。使節は笑ってこれを捨てたとの評判だが、「人を倒してわれ富まん」の風潮は、ここに至って対外的な侮りを受けるほどとなっており、真葛は、これを日本の恥辱であると憂慮しているのである。そして、町人のみならず、このような事態を放置する為政者もわるいと批判している。
真葛は、皇室が近衛家を使って金融を営み、利子をきびしく取り立てて返済をせまり、人びとを苦しめているという風評を聞き、本来あるべき姿からかけ離れており、「けがらわしき事ならずや」と憤っている。また、先祖の事績に拠って立つのみで、貨幣がどのように流れ動いているのかをとらえようともせず、柔弱な生活を送って官位昇進だけを願う将軍にも批判を加えている。
「人よかれ、我もよかれ」と一同思えるような社会をめざした真葛は、アダムの父キリル・ラクスマンが政府の高官であると同時に建具やビードロの商売をしていると聞き、そうした政治家と商人を兼ねるようなあり方を提唱している。武士が「町人の虜」となっている状況を憂慮する彼女は、「金銀を争う世」において町人との闘争に勝つには、武士みずから積極的に商業にたずさわることが必要なのであり、武士が「君子にして商う」ならば、「一身の栄え」のみを願う町人と異なり、不当な利益をむさぼることもなく、また、貿易によって国富を増大させることさえ可能であり、「人よかれ、我もよかれ」の世に近づけるのではないかとして解決策を模索しているのである。

### 政治思想
真葛はロシアの制度について、
と述べている。つまり、国王は浄土真宗の教主のような存在であり、このようなあり方は、一つの宗教によって人心が統一されて闘争しあう人間の本性を抑制させる有効な手立てとなっており、国王や高官も多数の供回りをひきつれることなく市井を観察できるので、世情にも通じ、そのため適切な施策が講じられうることを羨ましいと考えている。また、彼女は「世にすぐれたる人の御心は、物のついえをいとうにある」とし、幕府の昌平坂学問所や諸藩の藩校に設けられた「聖堂」について、「この御堂のわざはこがね宝をいやしむる法」であるゆえに、「ついえ」を指向しており、ここに莫大な金銀を投じて整備するのは浪費を諫める孔子の意図にも反すると主張する。
むしろ、聖堂・御堂は、政治討論の場とすべきであり、参加者は武士身分に限定せずに「国のついえを愁いおもうものしり人」にも開放し、憂国の情をいだく知識人なら誰でも「私心をさりつくして」語り合い、「天地の間の拍子」に合致する「日本国の益」について討論すること、また、その門前には箱を置いて「貴賤をえらまず」意見を述べることのできるようにすべきものとし、幅広い階層からの政治参加を進めるべきことを主張している。
真葛は、ロシアの重商主義的・君民一致的な制度やあり方に日本の危機的な現状を打開する活路を見いだし、ロシアではそれが実現にうつされているようであることを「うらやましく」思ってはいるが、そのいっぽうで国家としてのロシアが他国や他国民にどのように対しているかについては、その動向をしっかり見極めようとしていた。仙台領の漁民津太夫 らの若宮丸の漂流民送還問題でのロシアの対応などは、仙台藩でも上層家臣しか知りえない秘事であったが、こうした問題に適切に対処する必要があることを真葛は認識していたものと思われる。

### 結婚観
真葛自身は2度の結婚を経験したが、いずれも家のためであり、親の願いによるものであった。しかし、そのような観念的な結婚観は、初婚の失敗や弟源四郎の死とその後の工藤家の転変など、真葛自身に降りかかった現実によって覆された。夫の死後は「何のために生まれ出づらん」とまで思いつめるようになったのは上述のとおりである。文化13年（1816年）『真葛がはら』巻末に収められた『あやしの筆の跡』では、身分の異なる男女が純粋な愛情にもとづいて結婚しようと行動することに強く共感し、それを引き裂こうとする親や周囲に対し怒りの声をあげている。
真葛のこのような実感は、ロシアの婚姻制度に対する見聞によっても支えられている。
真葛は、このように述べて、ロシアでは互いに相手の意思を直接確認しあうことによって結婚が成立し、それゆえ不倫は男女ともに重罪であり、ひとりの相手に心の定まらない若者に対しては心の通じ合う結婚相手を選択する機会や場が社会慣習としてつくられていることを「うらやまし」としている。

### 異国観
真葛は、ヨーロッパを「五穀ともしく文字を横なす国」と呼んでいる。西洋人が懐中時計を携帯しながら行動することをもって諒とし、日本人はそれにくらべて時間にルーズであると述べている。また、西洋人は肉食をするため、短命ではあるが30歳代・40歳代をさかりに末を考慮するため「智術」にすぐれ、また、「国広く人稀」であることは「物考えるのに吉」であるのに対し、日本人は穀物を多く食するため、長命ではあるが「国せまく人多ければ」行く末を考えることが少なく、人に授けるものも乏しく、智術の面では西洋人にくらべ劣っているとも述べている。

### 女性思想

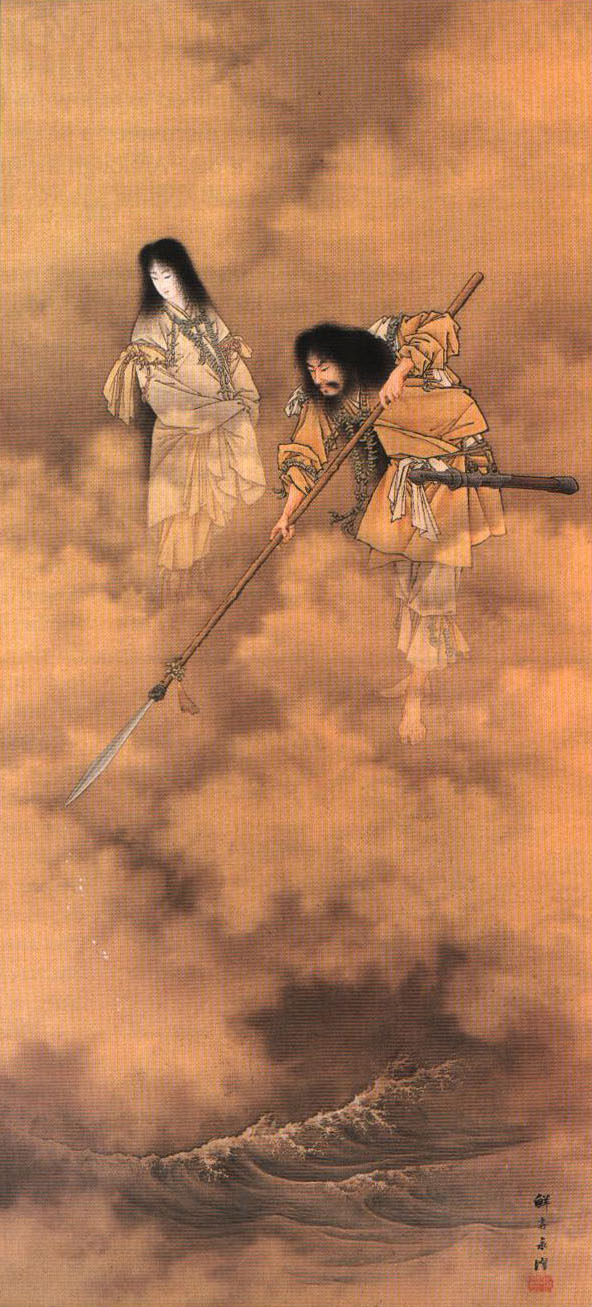
国生み神話を描いた絵画（小林永濯画）

上述のように、真葛は9歳のとき「女の本とならばや」と決意したが、それは同時に「女は人にしたがうもの」という当時の通念や支配的言説にしたがって生きることでもあった。その姿勢は、夫只野行義にあてた手紙に「これよりはいくひさしく御奉公申し上げ候」と記したり、婚家の生活についても、『とはずがたり』のなかで「国ふうたがえず、ことに家の法かたく守りてやぶらず」と述べたりしているところから、基本的には変化がなかったものと考えられる。しかし、その姿勢を貫き通すことについては精神的な痛みをともなった。奥女中奉公では「独りづとめ」の心得で仕事にあたること、また、仙台で夫の留守を守る結婚当初の暮らしのなかでは香蓮尼を手本とすることなど、「女の本」となるための道を模索しつづけた。
そして、なぜ女は人にしたがわなければならないのかについて思索をめぐらせた。この疑問に対する答えとして真葛がヒントにしたのは『古事記』における国生み神話であった。そこでは、男神イザナギが「わが身はなりなりてなり余りしところひとところあり」、女神イザナミが「わが身はなりなりてなりあわざるところひとところあり」とたがいに自分の身体的特徴を述べあう下りがある。これによって真葛は、「この世に人の生い初めし時、身内を尋ねて成り余りしと覚ゆるは男、成り足らぬと覚ゆるは女なり」という観念を獲得し、こうした身体的差異は心のあり方を左右するものだととらえる。
具体的には、禅僧が修行のため羅切（陰茎切り）することを女性ならば「潔い」と感じるであろうが、男性はたまらないであろうし、女性器に蛇が侵入するのを男性は何とも思わないだろうが女性は身の毛のよだつ思いがする。俳優の女形が仕草かたちや言葉づかいが女性のようであっても、現実の女性が決して喜ばないような行動をとるのは、身体的差異に由来する心のありようが実際の女性とは異なるからだと考える。そしてまた、「才智のおとり勝ることはあるとも、なべて常の心に、余れりと思う男に、足らずとおぼゆる女の、いかで勝つべき」と記し、常に心に余裕をもつ男性に対し、常に心理的に不全感をかかえた女性は結局かなうものではないとして「女は人にしたがうもの」という考え方の根拠を以上述べたような身体性に求めるのである。
しかしながら、真葛は、
として、女性としての自分の立場を語調強く訴える。そして、女子と小人は扱いがたいと記す孔子をして「心行き届かぬ」と述べ、みずからの教化不足を棚にあげて女子小人取るに足らないと見下すところが一番人に受け入れやすいと手厳しく批判する。そして、儒教道徳は、表向きの飾り道具であり、門外に置くべきものなのであって、「道具がぶきよう」なため怪我をすることがあるから、「家事」には用いるべきではないとする。さらに、
として「無学む法の女心」から「聖の法」（儒教道徳）への闘争の意志を表明している。
また、「身内をたずねて余れり足らずと思うをもて考うれば、人の心というものは陰所を根としてはえわたるものなりけり」と述べ、人間心理の根にあるものは陰部であるとする。さらに彼女は性行為を「男女あい逢うわざ」と表現し、「心の本をすりあわせて勝ち負けを争う」ものだとし、「あい逢うわざ」をふくむ恋路においては男性も「弱き女になげらるることあり」として男女の勝敗は必ずしも一方的ではないとしている。
このように真葛は、いったんは女性の従属性を認めながらも、あい争う人間の本性という点では男女ともに同等であり、また、恋路においては、とらわれのない女性の方が勝つこともある として、家父長制的な儒教の教えや規範に異を呈し、また、儒教道徳における善の無力性を指摘することで、そのような規範にとらわれずに自由に自分の意思を実行に移せる「下愚の人」あるいは「無学む法なる女」が勝利する可能性を論じているのである。

## 馬琴の『独考』批判
真葛が妹萩尼（拷子）を介して添削を依頼した『独考（ひとりかんがへ）』に対し、曲亭馬琴は『独考論』を著して、独学にもとづく臆断が多いとして徹底的に批判した。『独考論』には『論語』など四書が多数引用されているが、婦人を対象にしたものであるとして引用する漢籍は四書（『論語』・『孟子』・『大学』・『中庸』）に限定しており、その旨を『独考論』のなかで断っている。

### 「天地の拍子」と「勝敗の論理」について
まず、真葛の唱える「天地の拍子」に対して馬琴は「自ら考え得たりと思うは、おさなし。およそ書をよむほどのものは、誰もよくしれることなり」として完全に否認する。馬琴は、「天地の拍子」を雅楽や神楽の基準として理解し、「天地の拍子」に国や時代による遅速があるわけではなく、「人気」（世俗）のありようで変化があるように感じられるだけであるとする。儒学者が「から国」の拍子をうつすため、日本の拍子に合わないという『独考』の見解を否定し、学者聖賢が「天地の拍子」に合わないのは当時の世俗のせいであるとの論を展開する。
馬琴はまた、真葛の「心の抜け上がり」の体験を「さとり」とは認めない。「さとりは学びてのちに得つべし。まだ学ばず聞かずしてさとるのは聖人のみ」として、彼女が「学ばずして得られ」たというのであれば、それは「さとり」などではなく「慢心の病のわざ」であるとして、真葛の展開した論はすべて「ひが事」（間違い）であるとする。
さらに、『独考』における「勝敗の論理」については、人間が勝負を争うのは「天性にあらず、みな欲より起こるなり」として人間の本性を善とし、欲望を抑えて善があらわれるよう努めることによって人間の道徳的な生き方が生まれるとし、「勝敗の論理」を「乱を招く」ものであるとして性善説の立場から危険視する。真葛にとって「仁」とは「世の人のためによきわざを残す」ということであったが、それを馬琴は「仁に似て仁にあら」ざる「婦人の仁」であるとし、彼女の道徳論はすべて善悪正邪の区別を混乱させるものであると断罪する。

### 真葛の政治経済思想について
経済論に対しては、「婦女子にはいとにげなき経済のうへを論ぜしは、紫女清氏にも立ちまさりて、男だましひある」と述べ、「忠信の一議」であるとして、女性である真葛が経済を論ずることを「いとめずらかなり」と評価する。しかし、結局は「末を咎めて、本を思わざるのまよい也」として本末転倒の議論であると主張する。
馬琴は、領主の窮乏化を社会体制の危機であるとはとらえない。武家と町人・百姓の対立は避けがたいものではなく、むしろ領主による仁政によって調和しうるものと見なしており、民が富むことは領主が富むことにほかならないのだから、物価騰貴の責任を町人に帰そうとする真葛の所論は間違いであるとする。
また、真葛の指摘した「智術」における西洋人の優秀性を馬琴も認めるが、「智術に長けて、その齢の長からざる」は「禽獣にちかければなり」と述べ、それは「国を治め家をととのえ、民に教える」ものではないとして、「国家の要領は徳にあるのみ」として、「智術」ではなく「徳行」こそが政治にとっては至上の価値をもつという道徳主義に立脚する。
このような立場に立って、馬琴は真葛が着目した「君子にして商う」政治経済論を否定する。馬琴の大義名分論的な立場からすれば「士農工商」の身分秩序は和漢を通じて不変の制度であり、ロシアにおいて「大臣」が商工業にたずさわるのは、食糧に乏しく貿易に頼らざるを得ない「えみしの国」だからだとする。そして、真葛が唱えるように制度の改変によって危機を打開するのではなく、あくまでも為政者の徳行と教化によってこそ、利を正し、争いを滅することができると論じ、民衆の政治参加を否認する。

### 真葛の女性思想について
真葛の孔子批判については、馬琴はほとんど拒否反応に近いものである。『独考論』では「学ばず問うことなき婦人なんどの、経済をあげつらい、聖教を侮らば、誰か取りて本とすらん」と述べ、馬琴編の『独考抄録』では真葛の論を「いたく孔子を詰り、十哲を嘲い、孟子をそしりたり」と要約している。そして、聖賢の教えをあげつらうことなどは、むしろ侮りを国外に招くような行為であり、到底、承伏できない旨を記している。

### 絶交状
馬琴はまた、「幼きより女の本にならんとて、よろづを心がけられしは第一のあやまりなり」と述べ、真葛が9歳のとき女性の手本となろうと決心したことをそもそもの間違いであると主張し、「心の抜け上がり」の体験については「みなあだ事にて、ひとつも当たらず。識者には笑わるべし」と述べ、「かくてそのさとしによりて、五十年の非をしらば、これ真のさとりなり」として、真葛50年の生涯の非を認めれば、それこそ「真のさとり」であると述べた。
馬琴は、このように『独考論』を締めくくって、添えた手紙には「をとこをみなの交りは、かしらの雪を冬の花と見あやまりつゝ、人もや咎めん」と記し、男女の交流は老年であっても誤解を招くおそれがある旨述べたうえで、著述の生業に時間をとられること、また、思うところあって旧友とも疎遠にしていることを付して、真葛との交わりは「これを限りとおぼしめされよ」 と絶交の意思を告げている。

### 馬琴の『独考』評価
馬琴は、『独考』をはじめて一読したときの印象を「紫女清氏にも立ちまさりて、男だましひある」と述べ、女性の身で経済を論じるのは平安時代の紫式部や清少納言にまさって「男だましひ」あると評価したのは上記の通りである。また、「ふみの書きざま尊大にて…その説どものよきわろきはとまくかくまれ、婦人には多く得がたき見識あり。只惜むべきことは、まことの道をしらざりける。不学不問の心を師としてろうじ（論じ）つけたるものなれば、かたはらいたきこと多かり。はじめより玉工の手を経て、飽（あく）まで磨かれなば、かの連城の価におとらぬまでになりぬべき。その玉をしも、玉鉾のみちのくに埋（うづ）みぬることよとおもへば、今さらに捨てがたきこゝろあり」 とも記し、「多く得がたき見識」があり、磨けば光る玉であると述べながら「まことの道をしらざりける」ことを惜しんでいる。
「まことの道」とは、狭義には儒教道徳であるが、広義には「真の学問的方法論」であると考えられる。「連城の価（連城の璧）」とは、中国の戦国時代の故事における、秦の昭襄王が自領にある15の城と交換に入手しようとした宝玉のことを指しており、これは、真葛に対するきわめて高い評価といえる。しかし、馬琴は『独考論』を「教訓を旨として」書いたと述べており、真葛に対しては当時の知識人の常識ともいうべき学問の王道、ものの考え方の筋道を教えようとしたのであって、真葛を対等の論争相手と見なしていない。また、「ふみの書きざま尊大」とあるように、自分あての気安い依頼の手紙の書き出しや、本居宣長や賀茂真淵にさほど敬意をはらわずに文章の拍子の早さ遅さを論じたり、儒教道徳について歯に衣着せぬ批判を展開している点に尊大さを感じていたようで、「高慢の鼻をひしぎしにぞ」 とも記している。
「真葛のおうな」によれば、文政3年（1820年）春、『独考論』を送った馬琴のもとに真葛と萩尼の手紙が寄せられた。萩尼の手紙は怒りのにじむものであった が、真葛からの手紙は、 
という丁重なものであった。
馬琴が、『独考』の出版は難しいかもしれないが写本による方法があると真葛あての手紙に記したとき、『独考』の写本を「心ある人」に見せれば、「十人に二、三人」はそれを書写するであろうと述べている。実際、馬琴自身も『独考』を書き写した うえで『独考論』を著している。そして、『独考論』の数年後の文政8年（1825年）10月1日に『真葛のおうな』を発表しているが、それは、真葛の亡くなった約半年後のことであった。『真葛のおうな』のなかでは、みずからの『独考論』（『独考』批判）について、「人に信をもてするに、怒りを恐れていさめざらんは、交遊の義にあらず」と弁明している。
馬琴が、真葛の死を知ったのは翌文政9年（1826年）のことであった。松島へ行く知人に頼んで消息を尋ねたが、亡くなったあとであった。馬琴はこれを嘆いて、「件の老女は癇症いよいよ甚しく、つひに黄泉に赴きしといふ。予はじめて其訃を聞て嘆息にたへず、記憶の為めこゝに記す」という一文をのこしている（『著作堂雑記』文政9年4月7日条）。
こののち馬琴は、天保3年（1832年）ごろには真葛の『奥州波奈志』や『いそづたひ』に奥書を記し、天保13年（1842年）にはみずからの代表作となった『南総里見八犬伝』九輯（完結部）の「回外剰筆」にも真葛の名と『独考』など彼女の著作を紹介する文を掲載している。かつては、その博学と卓越した文章力によって徹底した批判を加えた『独考』であったが、馬琴の胸中には長く『独考』とその筆者只野真葛のことは残り続けたのである。

## 『独考』の底本について
『独考』については、真葛が馬琴に送った本そのものはのこっていない。また、完本の形ではのこっておらず、異なる3本が現存している。
1つは『独考抄録』3巻で、これは、嘉永年間に文政2年11月4日奥書きの木村氏所蔵写本を転写したものだという書き入れがある。木村氏によるものと思われる「婦女の筆にしては、丈夫を慙愧せしむる事書あらはせり。尋常の女にはあらずと歎美す」との書き込みがあり、また、原本の誤字・かなまちがいを訂正したうえで筆写したという文化2年の断り書きがある。文化2年の断り書きは馬琴のものと考えられるので、もともとは馬琴が書写したものの流れを汲むものと考えられる。現在、一般に『独考』として紹介されるのは、この『独考抄録』をもとにしている。
2本めは、只野家旧蔵の自筆本『ひとりかんがへ』であるが、大正年間に刊行のため東京に運んでいたものが、関東大震災の際、焼失してしまったものである。内容は『独考抄録』上巻とほぼ同じである が、『独考抄録』にはない「気水つまる事」という一文がある。鈴木よね子によれば、この真葛自筆本は、真葛が馬琴に贈った『独考』の原型にあたるものである可能性が高い。自筆本は失われてしまったが、中山栄子による初の本格的伝記『只野真葛』（1936年（昭和11年）刊行）巻末に翻刻が掲載されている。
3本目は、真葛が『独考』に追加したいとして馬琴との文通が開始されたのちに馬琴に送ったものがあり、これは『独考追加』と呼ばれ、馬琴筆写本が国立国会図書館にのこされている。

## 『独考』の評価
馬琴の著作物を通じて真葛の名は古くから知られていたが、真葛の著作は江戸・明治の両時代を通じて刊行されなかったこともあり、明治以降も真葛に言及した著作がみられた ものの、断片的ないし不正確な言及にとどまり、真葛の著作に拠らないものが多かった。
そうしたなかで、上述の中山英子は早くから『独考』に注目したひとりであり、中山は真葛を「女性解放の先駆者」と評価している。
柴桂子は、1969年（昭和44年）、江戸時代の女性の著作を広く渉猟して『江戸時代の女たち』を刊行した。そのなかで柴は、真葛を「哲学者であり、思想家であり、社会改良家」であるとしている。柴はまた『朝日日本歴史人物事典』（朝日新聞社、1994年11月）「只野真葛」項のなかで、真葛を「体系的な学問をしたわけではないが、国学、儒学、蘭学などのうえに独自の思想を築いていった」と記し、『独考』については、「偏りもあるが、江戸期の女性の手になる社会批判書であり、女性解放を叫ぶ書として評価できよう」としている。1977年（昭和52年）に刊行された『人物日本の女性史10 江戸期女性の生きかた』では、杉本苑子が「滝沢みちと只野真葛」のなかで『独考』を「ユニーク」で「大胆な」「文明批評」と評している。また、大口勇次郎は、真葛は「両性の肉体の差異性を確認することを通じて」「才知の面における両性の対等な関係を主張」したと指摘している。
門玲子は、1998年の『江戸女流文学の発見』のなかで、真葛と馬琴のやり取りを「ここで江戸後期のすぐれた男女の文学者が、全力でぶつかりあって、火花を散らしたのをみるように思う」 と述べ、真葛の『独考』と馬琴の『独考論』を比較している。それによれば、真葛『独考』は、馬琴が指摘するように「不学不問の心を師とし」たもので、あくまで真葛自身の独創的な議論であり、自問自答しながらたどたどしく考察し、既成のことばを用いないことから、晦渋な部分も含まれる のに対し、馬琴『独考論』は「儒教的な教養をもつ作家の堂々とした反論」 であり、文章はきわめて明晰であり、曖昧さも晦渋さもそこにはみられない としており、馬琴の立場や考えを擁護しながら「もし真葛が儒学を学んでいたら、もっと楽に息がつけたのではないだろうか」 と問いかけるいっぽう、「真葛は誰をも師とせず、儒仏の学を学ばず、まったくの独り学びでこの著作を書きあげた。だからこそ、その独創的なういういしい思索の芽が、教養の力によって摘みとられずに残されたとも考えられる」 と考察している。
また、「肉体の思想」という概念を用いて『独考』を評価したのは鈴木よね子であった。門玲子も、性の心の拠り所とする真葛の発想について「フロイトのリビドーを連想させて、興味深い」 としている。
経済思想については、戦前すでに白柳秀湖が「彗星的婦人の比較観察 女流経済論者工藤綾子」（1914年、『淑女画報』3-9）、および「天明の大飢饉と工藤綾子」（1934年、『伝記』2-1）を著しており、経済論者としての側面が注目されている。関民子は、未熟ではあるものの王権神授説や重商主義政策などによって体制の危機を克服しようという絶対君主制の志向を内包している点を評価している。
「人を倒してわれ富まん」の風潮は、現代の社会経済状況とも無関係ではない。「人よかれ、我もよかれ」という真葛の訴えは現代にも通底する願いであるとして新聞のコラムにも掲載された。

## 『独考』に対する国際的関心
『独考』については、近年、国際的にも関心が寄せられている。2009年12月には台湾の国立政治大学において、国際シンポジウム「女性・消費・歴史記憶」が開かれた際、筑波大学大学院特別研究員の金學淳によって「只野真葛與曲亭馬琴的儒學與對異國的認知－以《獨考》與《獨考論》中認知的差異為例」（日本語: 「只野真葛と曲亭馬琴の儒学と異国へのまなざし －『独考』と『独考論』における認識の差異を通して- 」）の報告があった（コメンテーターは黃智暉東吳大学日本語文学系助理教授）。
『独考』の英訳も2001年になされた。以下の訳書がある（5名による共訳）。
- Solitary Thoughts:"A Translation of Tadano Makuzu's Hitori Kangae," trans. Janet R. Goodwin, Bettina Gramlich-Oka , Elizabeth A. Leicester, Yuki Terazawa, and Anne Walthall, Monumenta Nipponica 56:1 (2001), 56:2 (2001).[92]

なお、飜訳者のうちのアメリカ合衆国のBettina Gramlich-Oka（岡ベティーナ）は、2006年に只野真葛の研究書"Thinking Like a Man:Tadano Makuzu (1763-1825)"を著している。

## 関連文献
- 中山秀子『只野真葛』丸善仙台支店、1936年。
- 柴桂子『江戸時代の女たち』評論新社、1969年。
- 大口勇次郎『女性のいる近世』勁草書房、1995年10月。ISBN 4326651857
- 門玲子『わが真葛物語 江戸の女性思索者探訪』藤原書店、2006年3月。ISBN 4894345056
- 小谷喜久江『江戸後期における武家女性の生き方―女子教育の面からの一考察―』2006年5月15日、マッコーリ大学（学位論文）
- Gramlich-oka, Bettina"Thinking Like a Man:Tadano Makuzu (1763-1825)" Brill Academic Pub<Brill's Japanese Studies Library>,2006/05. ISBN 9789004152083